# Quản lý đất đai
Quản lý đất đai  là quá trình quản lý sử dụng đất đai và phát triển đất đai ở cả thành thị và nông thôn các tài nguyên đất. Tài nguyên đất được sử dụng cho nhiều mục đích có thể bao gồm nông nghiệp hữu cơ, trồng rừng, quản lý tài nguyên nước và các dự án du lịch sinh thái. Quản lý đất đai có thể có tác động tích cực hoặc tiêu cực đến hệ sinh thái trên cạn. Đất bị khai thác quá mức hoặc sử dụng sai mục đích có thể làm suy giảm và giảm năng suất và phá vỡ trạng thái cân bằng tự nhiên.